# Damlıboğaz, Milas
Damlıboğaz là một xã thuộc huyện Milas, tỉnh Muğla, Thổ Nhĩ Kỳ. Dân số thời điểm năm 2011 là 501 người.